# Kalininsko–Solntsevskajalinjen
Kalininsko–Solntsevskajalinjen (ryska: Калининско–Солнцевская линия) är en tunnelbanelinje i Moskvas tunnelbana, som för närvarande består av två delar. Den östra delen består av åtta stationer och går från Tretjakovskaja i centrum rakt österut till Novokosino. Den västra delen invigdes 2014 och består av fem stationer, från Delovoj tsentr västerut till slutstationen Ramenki som öppnades 2017. Enligt planerna ska de två delarna knytas samman år 2020.

## Historia
Kalininsko–Solntsevskajas ursprungliga dragning från 1979 öppnades inför Moskva-OS 1980. Linjen bestod då av sex stationer, och gick från Marksistskaja (öster om Tretjakovskaja) ut till Novogirejevo. Linjen är tydligt präglad av 70-talsarkitektur, arkitekterna gavs full frihet att använda moderna, avancerade material.
1986 förlängdes linjen in mot centrum då Marksistskaja och Tretjakovskaja sammanbands. 
I januari 2014 öppnades en ny västlig del av linjen bestående av de två stationerna Park Pobedy och Delovoj tsentr, vid Moskvas internationella affärscentrum. Linjen förlängdes västerut med tre nya stationer i mars 2017. Den västliga delen är inte sammanbunden med den östliga, i praktiken är det alltså två separata linjer.

## Framtida planer
Linjens två separata delar ska bindas samman, genom att tre nya stationer öppnas mellan Delovoj tsentr och Tretjakovskaja. Planerade namn för de nya stationerna är Volchonka, Pljusjtjicha, Dorogomilovskaja och det är tänkt att de ska öppnas under 2020.

## Linjens stationer

### Östra delen
- Novokosino
- Novogirejevo
- Perovo
- Sjosse Entuziastov
- Aviamotornaja
- Plosjtjad Ilitja
- Marksistskaja
- Tretjakovskaja

### Västra delen
- Delovoj Tsentr
- Park Pobedy
- Minskaja
- Lomonosovskij Prospekt
- Ramenki